# Африканска трипанозомоза
Африканска трипанозомоза или сънна болест е заболяване на хора и животни, предизвиквано от паразита Tripanosoma brucei – еукариот, пренасян от мухата цеце. Съществуват три морфологично идентични подвида на причинителя: Tripanosoma brucei brucei – причинител на заболяването при домашни и диви животни, Tripanosoma brucei gambiense – причинител на гамбийската или западноафриканска сънна болест при хората, и Tripanosoma brucei rhodesiense – причинител на родезийската или източноафриканска сънна болест при хората. Ендемично заболяване в редица райони на Африка на юг от пустинята Сахара, обхващащи територията на 36 страни с население 60 милиона души. По оценки, към 2015 г. има 11 000 заразени, от които 2800 новозаразени. През същата 2015 г. смъртните случаи са около 3500, много по-малко в сравнение с 34 000 случая през 1990 г. Известни са три групни епидемии: през 1896 – 1906, през 1920 и през 1970.
Влиза в основния списък на пренебрегваните болести на Световната здравна организация.

## История
През 1896 – 1906 Уганда и басейнът на река Конго са поразени от епидемия на сънна болест. Причинителят на болестта и преносителят на инфекцията са открити през 1902 – 1903 г. от Дейвид Брус. Първото ефективно лекарство атоксил (на основата на арсена) е разработено от Пол Ерлих и Киоши Шига и е въведено в медицинската практика през 1910 г. Препаратът обаче се оказва токсичен за хората и може да предизвика слепота в 82% случаите.
През 1920 г. започва нова епидемия, спряна благодарение на създадените мобилни медицински бригади и активното изследване на хората в рисковите географски зони. В резултат от тези мерки, през 1965 г. болестта на практика е победена, бригадите са разформировани, а изследванията – прекратени, поради което още през 1970 г. сънната болест се появява отново. До 1998 г. включително броят на заболяванията от африканска трипанозомоза нараства, след което започва спад в заболеваемостта.
Заболяването се проявява редовно в някои райони на Субсахарска Африка, като населението в риск възлиза на около 70 милиона в 36 държави. Към 2010, заболяването е причинило около 9000 смъртни случая, което представлява спад от 34 000 смъртни случая през 1990. Заразени са около 30 000 души, като през 2012 са възникнали 7000 нови инфекции. Над 80% от тези случаи са в Демократична република Конго. В последно време е имало три случая на големи епидемии: една от 1896 до 1906, предимно в Уганда и Басейна на Конго, и две през 1920 и 1970 в няколко африкански страни. Други животни също могат да пренасят заболяването и да се заразят.

## Етиология
Подвидовете на най-простата трипанозома – Tripanasoma brucei, T. b. gambiense и T.b. rhodesiense, са съответно причинители на Западноафриканската трипанозомоза и Източноафриканската трипанозомоза. Заразата се предава на човек при ухапване от насекомото приносител, мухата цеце (р. Glossina). Обикновено заразяването при западноафриканска трипанозомоза става недалеч от водоеми и по бреговете на реки, докато заразяването при източноафриканската трипанозомза – в саваните и на места с изсечени тропически гори. Човекът е основен гостоприемник при T.b. gambiense и случаен гостоприемник при T.b. rhodesiense, зооноза, засягаща преимуществено домашни и диви животни. Паразитите са морфологически идентични: плоски, продълговато-вретенообразни по форма, дълги от 13 до 35 μm и широки 1,5 – 3,5 μm. Подвижни са, като за придвижване използват минаваща по протежение на тялото вълнообразна полупрозрачна мембрана.

## Симптоми
Първоначално, в първи стадий на заболяването, болният се оплаква от повишена температура, главоболие, сърбеж и болки в ставите. Това се случва от една до три седмици след ухапването. Седмици до месеци по-късно започва вторият стадий с объркване, нарушена координация, изтръпване и проблеми със съня. Диагнозата се поставя чрез откриване на паразита в кръвна намазка или в течността от лимфен възел. Често е необходима лумбална пункция, за да се разграничи между първия и втория етап от заболяването.

## Лечение
Предотвратяването на сериозно заболяване изисква скрининг на населението в риск чрез кръвни изследвания за T.b.g. Лечението е по-лесно, когато заболяването се установи в ранен етап и преди поява на неврологични симптоми. Лечението през първия стадий е чрез лекарствата пентамидин или сурамин. Лечението през втория стадий включва ефлорнитин или комбинация от нифуртимокс и ефлорнитин за T.b.g. Въпреки че меларсопрол действа и при двата вида паразити, обикновено се използва само за T.b.r. поради сериозните странични ефекти.